# Kjosen (Tromsø)
Kjosen este o localitate din comuna Tromsø, provincia Troms, Norvegia, cu o suprafață de 0,2 km² și o populație de 358 locuitori (2013).